# 浅川 (福島県)
浅川（あさかわ）は、福島県二本松市を流れる河川であり、一級水系阿武隈川水系の一次支流である。

## 地理
福島県二本松市南端部の大久保地区を水源とし、北へ流れ市内堀越、新生町、岡ノ内の境界で平石川と合流したのちに市内浅川、中森にて阿武隈川に注ぐ。指定区間流路延長は8.60Km。

## 流域の自治体
福島県
- 二本松市

## 主な支流
- 平石川

## 主な橋梁
下流より記載
- 浅川橋(福島県道62号原町二本松線）
- 中井橋（二本松市道）
- 神明石橋（国道459号）

## 周辺
- 二本松市ふるさと伝承館